# Моран Мазор
Мора́н Мазо́р (нар. 17 травня 1991, Ізраїль) — ізраїльська співачка, народилася у місті Єрусалимі, походить з грузинських євреїв. Представляла Ізраїль на Євробаченні 2013 в Мальме з піснею «Rak Bishvilo».

## Біографія

### Ранні роки
Моран Мазор народилася 17 травня 1991 в місті Холон. 40 років тому її батьки Нана і Рафії мігрували з Грузії, і її сім'я і сама Моран обожнює грузинську культуру і мову. Вона старша дочка в сім'ї, у неї є молодші брати Еліаде і Охад.

### Музична кар'єра
Слід зауважити, що Моран Мазор — професійна співачка, для якої музика — покликання, а естрада — мрія.
Навчалась з 4 років у музичній школі, де вивчала гру на фортепіано. У 12 років вона була прийнята в міській художній колектив, і виступала з ним як співачка та піаністка. Вступила на службу у Військово- Повітряні Сили Ізраїлю, коли їй виповнилось 17 років, де співала в музичному гурті. Її військова служба закінчилася через рік. Таким чином, отримавши музичну освіту вона грає на фортепіано і вигадує власні пісні, а також є великою прихильницею Саріт Хадад.
Популярність до Моран прийшла в 2011 році, після перемоги в ізраїльському конкурсі «Ейяль Голан кличе тебе». За підсумками змагання Моран виграла контракт з однією із звукозаписних студій. Дебютний альбом співачки підкорив серця ізраїльтян і потрапив в чарти радіостанцій.